# Gli invasori (serie televisiva)
Gli invasori (The Invaders) è una serie televisiva statunitense di genere fantascientifico in 43 episodi trasmessi per la prima volta nel corso di 2 stagioni dal 1967 al 1968.
L'interprete principale della serie è Roy Thinnes nel ruolo di David Vincent.
In Italia la serie è andata in onda per la prima volta dal febbraio 1981 sulle reti locali.

## Trama
Il giovane architetto David Vincent è testimone oculare di una invasione aliena.
Gli extraterrestri si rivelano in grado di assumere una forma umanoide pressoché perfetta.
Non essendo in grado di minacciare militarmente la Terra, cercano di impadronirsene con mezzi subdoli.
Tutti i tentativi di Vincent di convincere l'opinione e le autorità del pericolo sembrano vani, tuttavia,
poco a poco attorno a lui si raccoglie un manipolo di altri testimoni oculari, i Believers ("credenti").

## Personaggi ricorrenti
- David Vincent (43 episodi, 1967-1968), interpretato da Roy Thinnes
- Edgar Scoville, interpretato da Kent Smith

Numerose guest-stars, tra cui Michael Rennie, Anne Francis, Suzanne Pleshette.

## Episodi
| Stagione         | Episodi | Prima TV originale | Prima TV Italia |
| ---------------- | ------- | ------------------ | --------------- |
| Prima stagione   | 17      | 1967               |                 |
| Seconda stagione | 26      | 1967-1968          |                 |

## Distribuzione
La serie fu trasmessa negli Stati Uniti dal 1967 al 1968 sulla rete televisiva ABC. In Italia è stata trasmessa sulle reti locali dal febbraio 1981 con il titolo Gli invasori.
Si ricorda la messa in onda nella prima metà degli anni '80.
Alcune delle uscite internazionali sono state:
- negli Stati Uniti il 10 gennaio 1967 (The Invaders)
- in Francia il 4 settembre 1969 (Les Envahisseurs)
- in Germania Ovest il 4 febbraio 1970 (Invasion von der Wega)
- in Spagna (Los invasores)
- in Finlandia (Muukalaiset)
- in Brasile (Os Invasores)
- in Ungheria (Támadás egy idegen bolygóról)
- in Estonia (Tulnukad)
- in Italia:
  - 1983/84 Circa sull'emittente Toscana TTN Tele Toscana Nord
  - 1987/88 circa sul network PANTV
  - 2011 sul canale online in streaming Antenna6[2]